# Greencastle (Indiana)
Greencastle ist eine Town im Putnam County und dessen Verwaltungssitz im US-amerikanischen Bundesstaates Indiana. Das U.S. Census Bureau hat bei der Volkszählung 2020 eine Einwohnerzahl von 9.820 ermittelt.

## Geographie
Die Ortschaft liegt 62 km (Luftlinie) westlich der Stadt Indianapolis und 51 km nordöstlich von Terre Haute, nahe der Interstate 70.

## Bildung
Die Stadt ist Sitz der 1837 gegründeten privaten DePauw University.

## Söhne und Töchter der Stadt
- Omar Bundy (1861–1940), Offizier, zuletzt Major General der United States Army
- S. H. Dudley (1864–1947), Sänger
- William Michael Crose (1867–1929), Marineoffizier, 1910–1913 Militärgouverneur von Amerikanisch-Samoa
- Bob Flanigan (1926–2011), Jazzmusiker
- Jeff Broadstreet (* 1954), Filmregisseur und Drehbuchautor
- John Carlson (* 1959), Jazztrompeter
- Daniel Bretscher (* 1984), Triathlet und Ironman-Sieger (2014)